# Parrocchia di Manchester
La parrocchia di Manchester (in lingua inglese Manchester Parish) è una delle quattordici parrocchie civili della Giamaica, è situata nella parte sud-occidentale dell'isola e fa parte della Contea di Middlesex con 191.378 abitanti (dato 2009).
Il capoluogo è Mandeville, unico a non essere situato sulla costa o lungo un fiume

## Città
Le principali città della parrocchia sono (popolazione 2010)
- Alligator Pond (1.826 abitanti)
- Christiana (8.567 abitanti)
- Coleyville (3.931 abitanti)
- Mandeville (48.317 abitanti)
- Porus (6.033 abitanti)
- Williamsfield (3.316 abitanti)